# 台北駐日経済文化代表処札幌分処
台北駐日経済文化代表処札幌分処（タイペイちゅうにちけいざいぶんかだいひょうしょさっぽろぶんしょ、繁体字中国語: 臺北駐日經濟文化代表處札幌分處、英語: Sapporo Branch, Taipei Economic and Cultural Representative Office in Japan）は、中華民国（台湾）が日本の北海道札幌市に設置している領事館級の外交代表機構である。2009年12月1日、日本における6番目の事務所として開設された。
一つの中国政策による制約のため、1972年9月の日華断交後は両国間に正式な外交関係はないが、民間機関という名目で実質的な外交代表機構が置かれている。

## 所在地
| 日本語 | 〒060-0004 北海道札幌市中央区北4条西4-1 伊藤ビル5階                                   |
| 中国語 | 郵遞區號060-0004 北海道札幌市中央區北4条西4-1 伊藤大樓5樓                             |
| 英語   | 5th Floor, Ito Building, Kita 4-jo Nishi 4-1, Chuo-ku, Sapporo-shi, Hokkaido 060-0004 |

## 処長
| 代 | 氏名（日本語） | 氏名（中国語繁体字） | 着任       | 退任      | 備考                   |
| -- | -------------- | -------------------- | ---------- | --------- | ---------------------- |
| 1  | 徐瑞湖         | 徐瑞湖               | 2009年12月 | 2013年8月 | [ 3 ]                  |
| 2  | 陳桎宏         | 陳桎宏               | 2013年8月  | 2017年5月 | 横浜分処長             |
| 3  | 周学佑         | 周學佑               | 2017年5月  | 2021年7月 | [ 5 ] [ 6 ]            |
| 4  | 粘信士         | 粘信士               | 2021年7月  | （現職）  | 那覇分処長、横浜分処長 |